# Pontostratiotes unisetosus
Pontostratiotes unisetosus is een eenoogkreeftjessoort uit de familie van de Aegisthidae. De wetenschappelijke naam van de soort is voor het eerst geldig gepubliceerd in 1982 door ItôTat.